# دانييل يانيز
دانييل يانيز بارلا (من مواليد 28 مارس 2007) هو لاعب كرة القدم إسباني يلعب بمركز لاعب وسط في نادي ريال مدريد كاستيا.

## المسيرة
يانيز هو نتاج أكاديميات سبورتينغ بلايا [الإنجليزية]، نادي قادش ودومينغو سابيو [الإنجليزية]، قبل أن يكمل تطوره مع ريال مدريد منذ عام 2019. في عام 2023، وقع أول عقد احترافي له مع ريال مدريد.
في عام 2024، ظهر لأول مرة مع ريال مدريد كاستيا، وبعد بداية قوية في دوري شباب أوروبا 2024–25، بدأ التدريب مع الفريق الأول لريال مدريد في ديسمبر 2024.
شارك لأول مرة مع الفريق الأول بديلاً في مباراة فوز 3–0 على نادي جيرونا في الدوري الإسباني في 7 ديسمبر 2024.

## المسيرة الدولية
يانيز هو لاعب دولي لعب مع منتخب إسبانيا تحت 15 سنة. ولعب مع منتخب تحت 17 سنة في كأس العالم تحت 17 سنة 2023.

## إحصائيات المسيرة
آخر تحديث 7 ديسمبر 2024.
| النادي            | الموسم                  | الدوري                         | الدوري    | الدوري  | أخرى      | أخرى    | الإجمالي  | الإجمالي |
| النادي            | الموسم                  | القسم                          | المباريات | الأهداف | المباريات | الأهداف | المباريات | الأهداف  |
| ----------------- | ----------------------- | ------------------------------ | --------- | ------- | --------- | ------- | --------- | -------- |
| ريال مدريد كاستيا | 2024–25                 | الدوري الإسباني الدرجة الثالثة | 8         | 0       | 0         | 0       | 8         | 0        |
| ريال مدريد        | ريال مدريد موسم 2024–25 | الدوري الإسباني                | 1         | 0       | 0         | 0       | 1         | 0        |
| الإجمالي للمسيرة  | الإجمالي للمسيرة        | الإجمالي للمسيرة               | 9         | 0       | 0         | 0       | 9         | 0        |

## روابط خارجية
- دانييل يانيز على موقع قاعدة بيانات كرة القدم.إي يو (الإنجليزية)
- دانييل يانيز على موقع Soccerway.com (الإنجليزية)
- دانييل يانيز على موقع عالم كرة القدم.نت (الإنجليزية)